# Schwerpunktsenergie
Als Schwerpunktsenergie oder invariante Masse {\displaystyle {\sqrt {s}}} (mit der Mandelstam-Variable {\displaystyle s}) bezeichnet man in der Teilchenphysik bei einem Stoßprozess die Gesamtenergie – also die Summe der Ruheenergien und der kinetischen Energien – aller  beteiligten Teilchen bezüglich ihres gemeinsamen Schwerpunkts-Koordinatensystems. Sie ist nur ein Teil der insgesamt vom Teilchenbeschleuniger aufgebrachten Energie; die restliche steckt in der im Laborsystem auftretenden Mitbewegung des Schwerpunkts. Nur die Schwerpunktsenergie steht zur Verfügung, um in Anregungsenergie oder in die Masse neuer Teilchen umgewandelt zu werden.
Das Zusammenfallen der beiden Bezeichnungen -energie und Masse beruht auf der Äquivalenz von Masse und Energie, da sie sich nur um einen konstanten Umrechnungsfaktor {\displaystyle c^{2}} unterscheiden. Dieser wird in der Hochenergiephysik häufig und auch in diesem Artikel gleich Eins gesetzt. 
Der Spezialfall der invarianten Masse eines einzelnen Teilchens ist seine physikalische Masse selbst.

## Formel
Bei Verwendung von natürlichen Einheiten in der Teilchenphysik haben Energie und Masse die gleiche Einheit. Die Schwerpunktsenergie ist dann allgemein die Wurzel aus dem Quadrat des Gesamtviererimpulses:
{\displaystyle {\sqrt {s}}={\sqrt {\left(\sum _{i=1}^{n}{P_{i}}\right)^{2}}}},
wobei mit dem Quadrat das Skalarprodukt der Minkowskimetrik gemeint ist:
{\displaystyle {\sqrt {s}}={\sqrt {\left(\sum _{i=1}^{n}{P_{\mu ,i}}\right)\cdot \left(\sum _{i=1}^{n}{P_{i}^{\mu }}\right)}}}.
In Schreibweise mit Energie und Dreierimpuls entspricht dies:
{\displaystyle {\sqrt {s}}={\sqrt {\left(\sum _{i=1}^{n}{E_{i}}\right)^{2}-\left(\sum _{i=1}^{n}{{\vec {p}}_{i}}\right)^{2}}}}.
Hier ist
- {\displaystyle n} die Anzahl der Teilchen,
- {\displaystyle P_{i}} deren Viererimpulse,
- {\displaystyle E_{i}} deren Energien,
- {\displaystyle {\vec {p}}_{i}} deren Dreierimpulse.

## Eigenschaften
- Die Schwerpunktsenergie ist invariant unter Lorentztransformationen;  daher die Bezeichnung  invariante Masse. Dies folgt daraus, dass die Summe von Vierervektoren ein Vierervektor und das Quadrat eines Vierervektors ein Lorentzskalar ist, d. h. ein Skalar, der unter Lorentztransformationen invariant bleibt. Entsprechend ist auch die Wurzel eines Lorentzskalars ein Skalar.
- Die Schwerpunktsenergie aller Teilchen vor einer Kollision ist gleich ihrer Schwerpunktsenergie nach der Kollision (Erhaltungsgröße).

## Beispiele

### Colliding-Beam-Experiment
Wenn bei einem Colliding-Beam-Experiment zwei Teilchen mit identischen Massen und entgegengesetzten gleich großen Impulsen zusammenstoßen, sind die Viererimpulse:
{\displaystyle p_{1}={\begin{pmatrix}E\\p_{x}\\p_{y}\\p_{z}\end{pmatrix}}} und {\displaystyle p_{2}={\begin{pmatrix}E\\-p_{x}\\-p_{y}\\-p_{z}\end{pmatrix}}\,}.
Eingesetzt ergibt das:
{\displaystyle {\sqrt {s}}={\sqrt {\left({\begin{pmatrix}E\\p_{x}\\p_{y}\\p_{z}\end{pmatrix}}+{\begin{pmatrix}E\\-p_{x}\\-p_{y}\\-p_{z}\end{pmatrix}}\right)^{2}}}={\sqrt {{\begin{pmatrix}2\cdot E\\0\\0\\0\end{pmatrix}}^{2}}}={\sqrt {4\cdot E^{2}}}=2\cdot E\,}.
Dies ist der ideale, in der Praxis nicht ganz erreichbare Grenzfall, bei dem die Gesamtenergie beider Teilchen umgesetzt werden kann. Die Schwerpunktsenergie steigt in diesem Fall proportional mit der Energie {\displaystyle E} jedes der beiden Teilchen.

### Target-Experiment
Trifft bei einem Target-Experiment ein Teilchen mit der Masse {\displaystyle m} auf ein ruhendes Teilchen der gleichen Masse {\displaystyle m}, so sind die Viererimpulse:
{\displaystyle p_{1}={\begin{pmatrix}E\\p_{x}\\p_{y}\\p_{z}\end{pmatrix}}} und {\displaystyle p_{2}={\begin{pmatrix}m\\0\\0\\0\end{pmatrix}}\,}.
Eingesetzt ergibt das:
{\displaystyle {\sqrt {s}}={\sqrt {\left({\begin{pmatrix}E\\p_{x}\\p_{y}\\p_{z}\end{pmatrix}}+{\begin{pmatrix}m\\0\\0\\0\end{pmatrix}}\right)^{2}}}={\sqrt {{\begin{pmatrix}E+m\\p_{x}\\p_{y}\\p_{z}\end{pmatrix}}^{2}}}={\sqrt {(E+m)^{2}-(p_{x}^{2}+p_{y}^{2}+p_{z}^{2})}}={\sqrt {E^{2}+2\cdot E\cdot m+m^{2}-{\boldsymbol {p}}^{2}}}\,}.
Mit der Beziehung {\displaystyle {\boldsymbol {p}}^{2}=E^{2}-m^{2}} folgt:
{\displaystyle {\sqrt {s}}={\sqrt {2\cdot E\cdot m+2\cdot m^{2}}}\,}.
Die Schwerpunktsenergie eines Target-Experiments ist also bei gleicher Energie des beschleunigten Teilchens viel kleiner als bei einem Colliding-Beam-Experiment, wenn die Masse der Teilchen klein gegenüber ihrer kinetischen Energie ist. Außerdem steigt sie dann nur proportional zur Wurzel der vom Beschleuniger aufgebrachten Energie an. Dies zeigt den Vorteil von Colliding-Beam-Experimenten vor Targetexperimenten.